# Шеваль, Фердинан
Жозеф Фердинан Шеваль (19 апреля 1836, Шарм-сюр-л'Эрбасс, департамент Дром — 19 июля 1924, Отрив, Дром), более известный как почтальон Шеваль (фр. facteur Cheval), — французский архитектор-самоучка, предтеча направления ар-брют, создатель самого впечатляющего памятника наивной архитектуры — Идеального дворца почтальона Шеваля.

## Биография

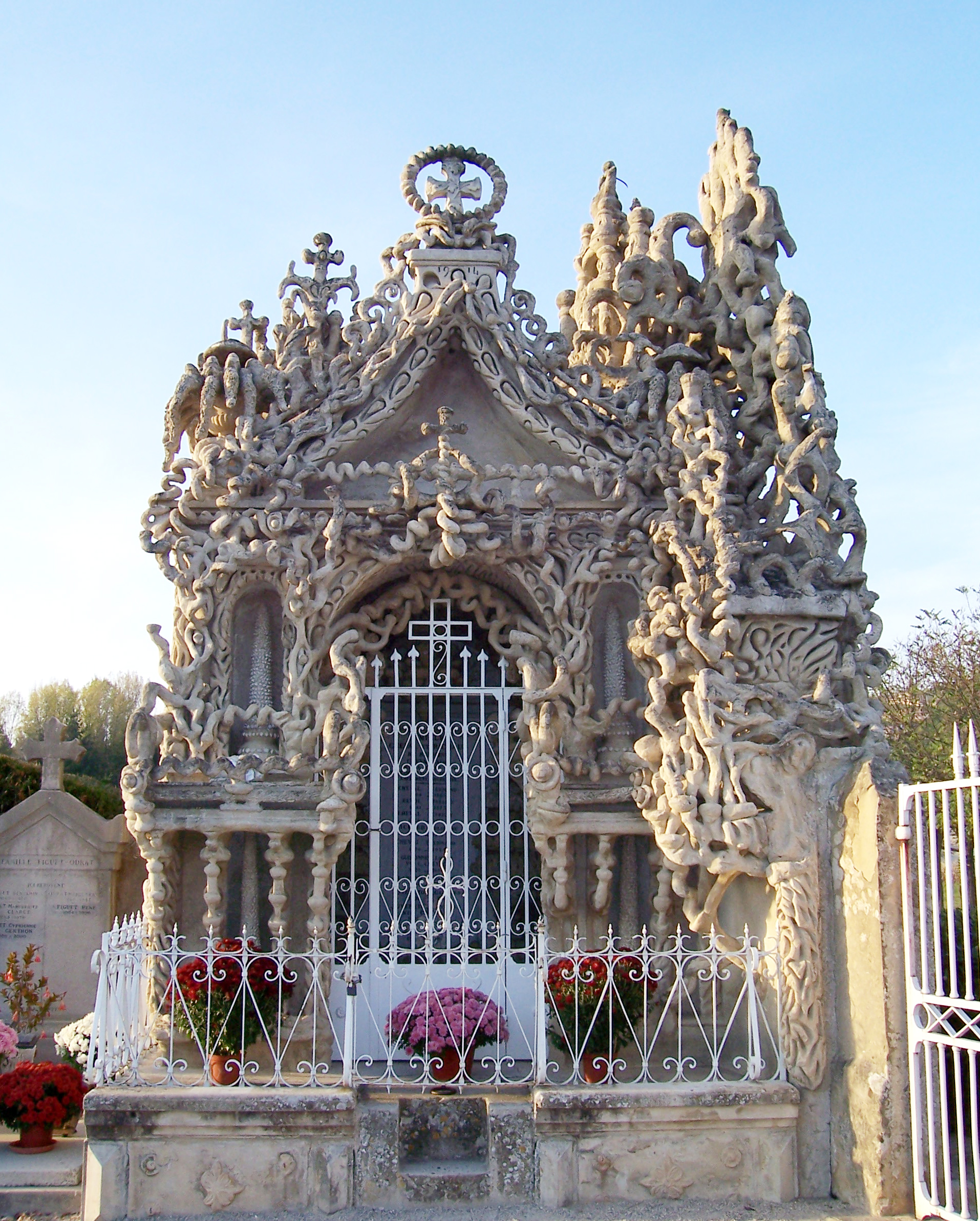
Усыпальница молчания

С 13 лет работал помощником пекаря, затем пекарем в Валансе и Шасле, в 1865 году, после смерти жены, оставил работу и попробовал заняться сельским хозяйством, однако быстро в этом разочаровался. В 1867 году получил должность сельского почтальона в Отриве, недалеко от своей родной деревни. Разнося почту, он ежедневно проделывал путь в 25-30 км, складывая в тачку камни необычной природной формы. В 1878 году, благодаря приданому второй жены и взятому вперёд двухлетнему жалованию почтальона, Шеваль приобрёл в Отриве небольшой участок земли. После этого в течение 33 лет, начиная с 1879 года, он в одиночку, в свободное от работы время, днём и ночью, в любую погоду, при помощи самых незатейливых инструментов воплощал в жизнь свою мечту — превосходящий всякое воображение дворец. Закончив к 1912 году этот титанический труд и начертав над входом: Plus opiniâtre que moi se mette à l'œuvre («Пусть теперь за работу принимается более упорный, чем я»), он вскоре взялся за новый проект. Получив от местных властей отказ в просьбе быть после смерти похороненным в своём дворце, он начал возводить семейный склеп. Работы над «Усыпальницей молчания и бесконечного покоя» заняли ещё 8 лет.
Идеальный дворец почтальона Шеваля, так же, как и его склеп, причислены к шедеврам наивной архитектуры.

## Известность и признание

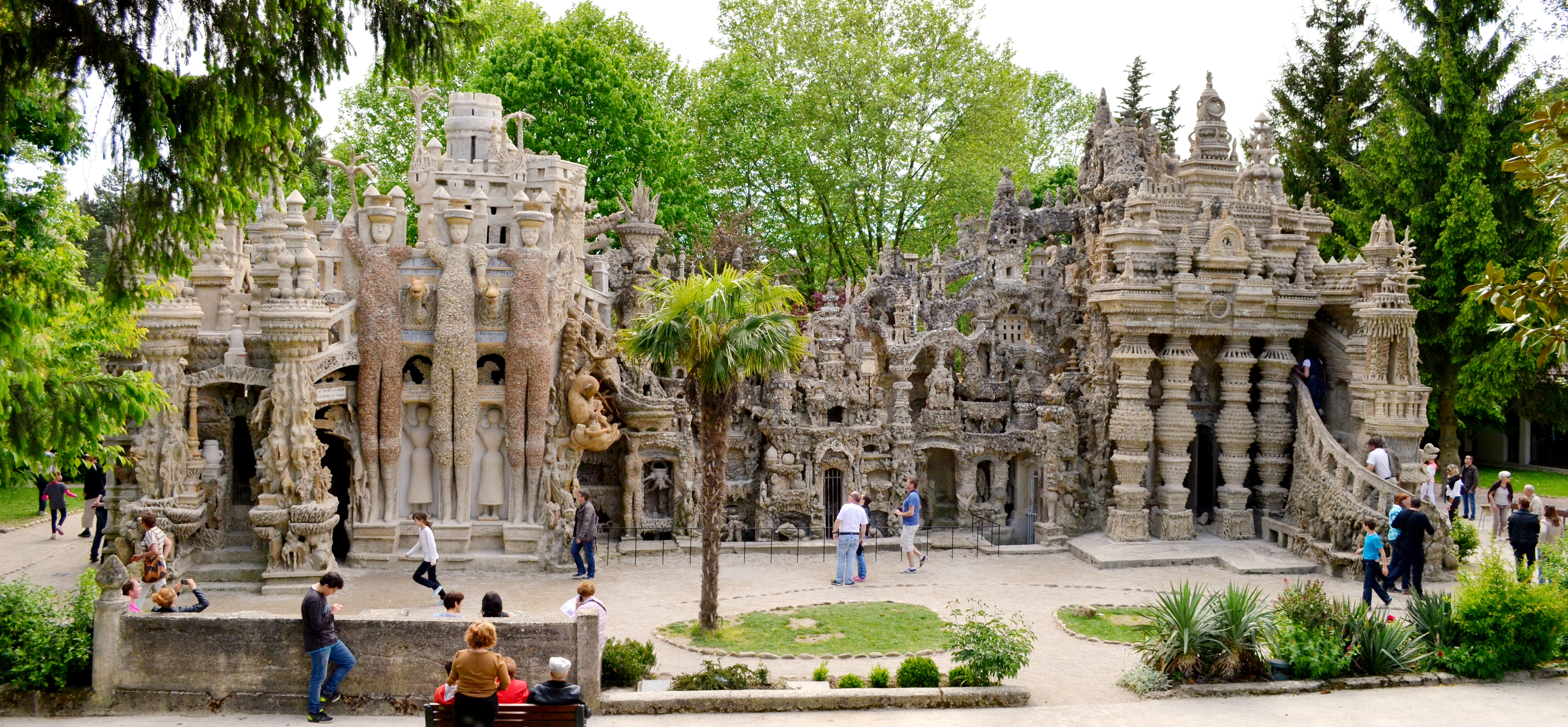
Общий вид Идеального дворца

В 1930-е годы дворец Шеваля с энтузиазмом приветствовали Пабло Пикассо и Андре Бретон. В 1969 году Идеальный дворец, а в 1975 году и усыпальница Шеваля были признаны историческими памятниками Франции. В 2010 году этот статус также получила и Вилла Алисиус, в которой он жил.
Влияние творения простого почтальона прослеживается в скульптурах Робера Татена и Ники де Сен-Фалль.

## Образ в искусстве
- В Отриве установлен бюст Фердинана Шеваля.

### В кино
- 1992 — фильм Криса Маркера Le Facteur sonne toujours cheval
- 2008 — фильм Московского музея творчества аутсайдеров «Идеальный дворец почтальона Шеваля»
- 2018 — художественный фильм режиссёра Нильса Тавернье «Невероятная история почтальона Шеваля[фр.]» (в роли Шеваля — Жак Гамблен)